# Susanna Huckstep
Susanna Huckstep, née le 10 juin 1969, est un mannequin et une présentatrice de télévision italienne, couronnée le 2 septembre 1984 la 45e Miss Italie. 
En 1992, elle est testimoniale de Pierre Cardin et adhère à la campagne contre l'anorexie mentale, et testimoniale de Gardaland en 2003.
Elle est mariée avec l'entrepreneur napolitain Pietro Savarese, et ils ont un fils, Augusto.